# Yōichi Higashi
Yōichi Higashi (jap. 東 陽一, Higashi Yōichi; * 14. November 1934 in der Präfektur Wakayama, Japan) ist ein japanischer Filmregisseur und Drehbuchautor.
Von 1952 bis 1962 studierte er Literatur an der Waseda-Universität und ging nach Abschluss des Studiums ins Filmgeschäft. 1965 veröffentlichte er seinen ersten eigenen Kurzfilm und gab 1971 sein Spielfilmdebüt mit Yasashii Nippon jin. Seine darauf folgenden Filme wie Sādo erregten in Japan viel Aufsehen und wurden mit zahlreichen Preisen ausgezeichnet. 1996 entstand Das Dorf meiner Träume, für das er auf der Berlinale 1996 einen Silbernen Bären erhielt.